# Ed, Edd n Eddy
Ed, Edd n Eddy (bra: Du, Dudu e Edu; prt: Ed, Edd n Eddy) é uma série de televisão animada criada por Danny Antonucci para o Cartoon Network. A narrativa segue o trio de protagonistas, denominados Ed, Edd e Eddy, e mostra a dinâmica desses amigos ao lado de outros jovens locais, incluindo as antagonistas, as irmãs Kanker.
O criador de desenhos animados, Antonucci, foi desafiado a desenvolver uma série animada direcionada ao público infantil. Durante o processo de concepção de um comercial, ele deu origem a Ed, Edd n Eddy, modelando-o de modo a evocar a estética dos desenhos clássicos das décadas de 1940 a 1970. Ao submeter a série à consideração da Nickelodeon, esta recusou conceder-lhe controle criativo, o que não foi aceito por Antonucci. Ele, então, direcionou suas propostas ao Cartoon Network, culminando em um acordo para a produção da série sob sua orientação. Essa série teve sua estreia em 4 de janeiro de 1999. Ao longo da exibição do programa, foram produzidos diversos especiais e curtas, complementando a série televisiva regular. A conclusão da série deu-se com o filme televisivo Big Picture Show, em 8 de novembro de 2009.
Ed, Edd n Eddy obteve expressiva aclamação crítica e firmou-se como uma das séries originais mais bem-sucedidas do Cartoon Network. Essa produção conquistou um Prêmio Reuben, dois Prêmios Leo e um Prêmio SOCAN, além de ter sido nomeada para outras premiações. O programa conquistou uma audiência de 31 milhões de domicílios, tendo sido transmitido em 120 países, e destacou-se por sua popularidade junto a crianças, adolescentes e adultos. Também deu origem a uma variedade de mídias correlatas, incluindo jogos eletrônicos, DVDs, livros e revistas em quadrinhos. Com uma duração de uma década, é a série original do Cartoon Network com a mais extensa trajetória de exibição.

## Sinopse
A série conta a história de três garotos com o nome de Edward (Eduardo), e apelidados de Ed (Du), Edd/Double D (Dudu) e Eddy (Edu), que se conheceram ainda pequenos. Vivem no bairro periférico fictício Peach Creek (usualmente chamado de "beco", por seus habitantes) da cidade canadense de Vancouver, estudam numa escola e tratam-se como irmãos. 
Em cada episódio há uma história diferente, mas os três estão sempre tentando obter dinheiro para poderem comprar suas balas de caramelo grandes e redondas. Os "Dus" (como também são conhecidos) estão sempre arrumando confusões com as outras crianças do beco, na maior parte das vezes devido aos planos de Edu para tentarem obter dinheiro ou chamarem a atenção da vizinhança.

## Episódios
| Temporada | Temporada          | Episódios          | Episódios          | Originalmente exibido  | Originalmente exibido  |
| Temporada | Temporada          | Episódios          | Episódios          | Estreia da temporada   | Final da temporada     |
| --------- | ------------------ | ------------------ | ------------------ | ---------------------- | ---------------------- |
|           | 1                  | 13                 | 13                 | 4 de janeiro de 1999   | 11 de junho de 1999    |
|           | 2                  | 13                 | 13                 | 26 de novembro de 1999 | 22 de dezembro de 2000 |
|           | 3                  | 13                 | 13                 | 6 de abril de 2001     | 12 de julho de 2002    |
|           | 4                  | 13                 | 13                 | 27 de setembro de 2002 | 5 de novembro de 2004  |
|           | 5                  | 12                 | 12                 | 4 de novembro de 2005  | 28 de abril 2007       |
|           | 6                  | 1                  | 1                  | 29 de junho de 2008    | 29 de junho de 2008    |
|           | Especiais          | 4                  | 4                  | 3 de dezembro de 2004  | 11 de maio de 2007     |
|           | Filme de Televisão | Filme de Televisão | Filme de Televisão | 8 de novembro de 2009  | 8 de novembro de 2009  |

### Episódios especiais
Junto com uma quinta e sexta temporada, o Cartoon Network produziu três especiais que foram ao ar originalmente em 2004 e 2005. Ed, Edd n Eddy's Jingle Jingle Jangle, o primeiro, é um especial de Natal exibido originalmente em 3 de dezembro de 2004. Um especial de Dia dos Namorados intitulado de Ed, Edd n Eddy's Hanky Panky Hullabaloo foi ao ar originalmente em 11 de fevereiro de 2005. Um especial de Halloween, Ed, Edd n Eddy's Boo Haw Haw foi ao ar em 28 de outubro de 2005, Antonucci disse que esse episódio era um de seus episódios favoritos em que ele trabalhou.

## Outras mídias

### Publicações
O seriado era uma presença regular nas páginas das revistas em quadrinhos "Cartoon Network Block Party" da editora DC Comics (originalmente denominada "Cartoon Cartoons", uma designação coletiva para as séries originais do Cartoon Network de 1995 a 2003), compartilhando espaço com outras produções do canal. Foram lançados dois livros com base no seriado, ambos publicados pela Scholastic em 2005: Lots of Laughs, escrito por Jesse Leon McCann, e Book of Extreme Excuses, escrito por Howie Dewin.

### Curta-metragens
O Cartoon Network produziu uma série de curtas-metragens envolvendo os personagens do seriado, os quais eram veiculados durante os intervalos comerciais da programação. Um notável exemplo é o curta-metragem musical intitulado "The Incredible Shrinking Day" (listado no DVD da segunda temporada como "I'm Not Coming in Anymore"), que foi transmitido pelo canal nos anos de 2002 e 2003. Nesse vídeo, as personagens Ed, Edd, Eddy e Sarah são retratadas em versões estilizadas, e a trama gira em torno de Sarah utilizando uma poção para reduzir o tamanho dos irmãos, possibilitando que eles brinquem em sua casa de bonecas, resultando em situações previsivelmente cômicas e caóticas. Adicionalmente, um outro curta destacou o personagem Plank e foi intitulado "My Best Friend Plank", exibido em 2002.

### Jogos eletrônicos
Foram desenvolvidos quatro títulos de jogos eletrônicos baseados na série. O primeiro deles, intitulado Jawbreakers!, foi lançado em 15 de setembro de 2002, exclusivamente para a plataforma Game Boy Advance. Uma iteração subsequente, intitulada Giant Jawbreakers, foi lançada em 4 de março de 2004, porém destinada a dispositivos móveis. O terceiro título, The Mis-Edventures, fez sua estreia em 2005 e foi disponibilizada para múltiplas plataformas, incluindo GameCube, PlayStation 2, Xbox, Game Boy Advance e Windows. Por sua vez, o último, intitulado Scam of the Century, foi lançado exclusivamente para o Nintendo DS em 26 de outubro de 2007. A recepção dos jogos pela crítica e público foi, em geral, variada.
Além disso, personagens e cenários originados no seriado encontraram presença em outros jogos da Cartoon Network. Exemplificando, títulos como Block Party e Speedway, lançados em 2003, incluíram elementos do seriado. Adicionalmente, os três protagonistas principais, assim como as irmãs Kanker, foram integrados como personagens não jogáveis em FusionFall.